# 中央酪農会議
一般社団法人中央酪農会議（ちゅうおうらくのうかいぎ、英: Japan Dairy Council）は、酪農関係の全国機関と指定生乳生産者団体で構成された酪農指導団体である。

## 概要
- 所在地 - 東京都千代田区鍛冶町二丁目6番1号 堀内ビルディング4階
- 事業内容 - 酪農産業基盤の安定、生乳の品質確保対策の推進、生乳の取引価格の安定対策、牛乳の需要拡大策の実施など。
- 沿革 
  - 1962年8月8日 - 農林省事務次官通達に基づき、酪農関係の全国機関（次節の中央会員の各団体）により社団法人中央酪農会議として発足。
  - 1966年 - 加工原料乳生産者補給交付金暫定措置法に基づいて設立された指定生乳生産者団体（次節の地方会員の各団体）と酪農関係の全国機関とで構成された法人となる。
  - 2013年4月1日 - 一般社団法人中央酪農会議となる。

## キャンペーン
2005年度から2009年度まで、若年層に向けた需要喚起として「牛乳に相談だ。」キャンペーンを実施していた。
2010年度からは「牛乳に相談だ。」に代わり、子供を持つ母親に向けた需要喚起として「MILK JAPAN」（ミルクジャパン）キャンペーンを実施している。広告代理店は東急エージェンシー。当初は2012年度までの3年間にわたって行う計画であったが、2013年度以後も継続されている。

## 組織

### 事務局
- 総務部
- 業務部

## 会員
- 中央会員
  - 全国農業協同組合中央会（全中）
  - 全国農業協同組合連合会（全農）
  - 全国酪農業協同組合連合会（全酪連）
  - 全国開拓農業協同組合連合会（全開連）
  - 農林中央金庫（農中）
  - 全国共済農業協同組合連合会（全共連）

- 地方会員
  - ホクレン農業協同組合連合会
  - 東北生乳販売農業協同組合連合会
  - 関東生乳販売農業協同組合連合会
  - 北陸酪農業協同組合連合会
  - 東海酪農業協同組合連合会
  - 近畿生乳販売農業協同組合連合会
  - 中国生乳販売農業協同組合連合会
  - 四国生乳販売農業協同組合連合会
  - 九州生乳販売農業協同組合連合会